# Poecilimon elegans
Poecilimon elegans — вид прямокрилих комах родини Листові коники (Phaneropteridae).

## Поширення
Ареал виду включає Італію, Хорватію, Сербію, Чорногорію, Албанію, Македонію та Болгарію.

## Спосіб життя
Можна зустріти у низьких травах на полях, луках, лісових галявинах. Виліт імаго відбувається у червні-липні.